# Том Сойер Фест
«Том Сойер Фест» — фестиваль восстановления исторической среды силами волонтёров и спонсоров. Особое внимание уделяется восстановлению деревянных домов. Большинство объектов фестиваля — здания, не имеющие особого охранного статуса архитектурного памятника или исторического наследия.

## История
Фестиваль родился в Самаре в 2015 году для сохранения и восстановления исторической городской среды. Автор идеи — Андрей Кочетков. Математик Андрей Чернов придумал название — в честь персонажа романов Марка Твена, который организовал покраску забора. Волонтёры приводят старые здания в порядок, возвращая их в городскую среду обновлёнными. Первые объекты для восстановления были выбраны на улице Льва Толстого; профессиональные архитекторы-реставраторы безвозмездно разработали концепцию их восстановления. За несколько месяцев до запуска организаторы фестиваля выиграли городской конкурс идей, заручились поддержкой городской администрации, нашли спонсоров, которые предоставили строительные материалы и инструменты для работы.
В 2016 году Том Сойер Фест был упомянут в докладе ЮНЕСКО на конференции ООН Habitat III, посвящённой жилищному строительству и устойчивому развитию городов, как пример эффективного «мягкого обновления».
В 2016 году Том Сойер Фест получил грант, на средства которого была проведена «Школа Том Сойер Феста», выпущено методическое пособие. В 2018 году фестиваль выиграл ещё один грант «на развитие гражданского общества». В 2022 году проект «Том Сойер Фест» попал в шорт-лист премии «Жить вместе» в номинации «Пространство».
- 2015 — первый Том Сойер Фест. Отремонтировали фасады трёх домов на улице Льва Толстого в Самаре (номера 34, 36 и 38)[13]. В фестивале принял участие финский актёр Вилле Хаапасало[14].
- 2016 — к Самаре присоединились Бузулук и Казань[13]. Сделано 8 домов.
- 2017 — фестиваль проходит в 11 городах. Сделано 17 зданий[источник не указан 2370 дней].
- 2018 — фестиваль прошёл в 26 городах и одном селе России, за сезон полностью закончено 26 объектов[источник не указан 2370 дней].
- 2019 — впервые фестиваль планировали провести в Санкт-Петербурге, Ульяновске, Сергиевом-Посаде, Астрахани, Кургане. Новые сезоны фестиваля запланированы в Тюмени, Кимрах и Нижнем Новгороде.[15]. В итоге фестиваль состоялся в 39 населенных пунктах России[16]
- 2020 — смена логотипа фестиваля.
- 2021 — В Нижнем Новгороде прошёл всероссийский съезд «Том Сойер Фест»[17][18][19]

## География Том Сойер Феста
- село Богатое — здание старой почты, ул. Комсомольская, 54
- Боровск. В 2017 году приведён в порядок дом. Осенью 2018 года дом снесён. По поручению председателя СК России — Александра Бастрыкина организована проверка по факту сноса исторических построек в центре Боровска[20].
- Бузулук[21][22][23]
- Вологда, «Дом Бутыриной» ул. Благовещенская, 22[24].
- Воронеж. Улица Таранченко, 20.
- Димитровград Ул. Третьего Интернационала, 77 и 77а[25]
- Екатеринбург. Жилые дома по улице Вайнера, 68[26][27] и Чернышевского, 6[28].
  - 23 января 2024 года новый владелец дома, попытался снести дом на Чернышевского, 6, восстановленный волонтерами в 2019 году. Имеются частичные разрушения памятника — крыша, стена. 25 января снос был остановлен[29].
- Елец. Спасение белокаменной мостовой. Выложено 80 м² возле дома № 103, по ул. Советской[30].
- поселок Загорянский. В 2021 году начались работы на 4 объектах: правление ТСН «Северный поселок» (здание 1930-х гг.) (Парковая ул., 18), здание сарая 1960-х гг. на территории правления (в будущем там разместится экспозиция Музея тенниса и Музея дачной культуры и братьев Кисель-Загорянских); дом архитектора М. И. Мержанова (Тургенева ул., 10), дача профессора Скотникова (Садовая ул., 12).
- Казань. 15 домов[31] : 3 дома в 2016 году (Ульянова-Ленина, 16 и Волкова 78 и 80), 4 дома в 2017 году (Волкова, 42 к 1, Волкова, 29, Волкова, 66 и Лесгафта, 19), 5 домов в 2018 году (Волкова, 14, Достоевского, 12, Тукая, 33, Калинина, 4 и Сары Садыковой, 14), 3 дома в 2019 году (Калинина, 12, Фатыха Карима, 11 и Волкова, 42).
- Калуга. Дом Яковлева по улице Луначарского/ Никольской, 3. Был обновлён в 2017 году. Снесён 13 октября 2018 года[1]. В 2018 году отремонтирован дом по улице Рылеева, 73[32].
- Кимры. Ул. Кирова,36 / Конной (1903).
- Киров. Приведён в порядок дом 1861 года купца Клабукова, Спасская, 38[33].
- Клинцы. ул. Льва Толстого 1 (1926)
- Кострома
- Красноярск
- Курган. Кирова, 32.
- Курск. Белинского, 8.
- Лабытнанги. ул. Колхозная[34]
- Магнитогорск Балюстрада при доме 36, ул. Уральская
- Нижний Новгород. ул. Короленко, 18[35][36][37][38]. 2020—2021 годы: работы по усадьбе архитектора Владимира Лемке: главный дом (ул. Короленко, 11/21) и усадебный сад Лемке во дворе усадьбы (ул. Короленко, 11/21, 11а, 11б)[39].
- Омск. Дом по ул. Булатова, 69[40][41].
- Оренбург. Ул. Ленина, 5[42]
- Пенза. ул. Красная,12, ул. Чкалова, 2
- Пермь Ул. Пермская, 51
- Пятигорск. В 2020 году чистка фасада дома на ул. Козлова 34, реставрация старинной двери дома на ул. Теплосерной 11
- Ростов-на-Дону Ул. Обороны 64
- Рязань Дом по ул. Новослободской,18 забор при доме ул. Свободы, 79[43]
- Самара. Три дома на ул. Льва Толстого в 2015 году. В 2016 году фасады домов по ул. Галактионовской № 91[44] и № 96/98, а также дома по ул. Льва Толстого № 32 № 38 литера Е (последний является объектом культурного наследия, поэтому «Том Сойер Фест» смог провести на нём только противоаварийные работы без вмешательства в конструктив и замены деталей). Кроме этого, созданы два арт-объекта: «Аквариум» (трансформаторная будка у дома № 38 по Льва Толстого) и «Тетрис» (панно на кирпичной стене брандмауэра восстановленного дома № 91 на Галактионовской улице)[45]. В 2018 году дома № 131 и № 133 по улице Чапаевской и № 149 по улице Фрунзе, а также два арт-объекта[46][47].
- Санкт-Петербург. В 2019 году начались работы на доме в Сестрорецке на территории музея «Сарай», в 2020 году они продолжатся.
- Саратов. В 2017 году дом на ул. Северная, 5. В 2018 дом на ул. Мичурина, 53 (в декабре 2020 года появилась информация о возможном сносе отремонтированного дома[48]). В 2019 году начались работы на ул. Бабушкин взвоз, 12, где некоторое время жил скульптор Александр Кибальников (в ноябре 2020 года дом был признан аварийным и подлежащим сносу[49], однако волонтерам удалось его отстоять[50]).
- Сергиев Посад. В 2019 году начались работы по адресу Вифанская ул., 3 (здание 19 века). По состоянию на 2021 год работы продолжаются.
- Сергиевка — 2021 год, улица Калинина, 14[51].
- Сортавала. В 2019 году начались работы на доме по ул. Карельская, 34[52], в 2020 году они продолжатся.
- Ставрополь. В 2019 году на ул. Ленина 165.
- Тамбов Ул. Базарная, 152
- Троицк[53] Ул. Ленина, 13
- Тюмень. Ул. Пароходская, 24[54]
- Уфа. ул. Гоголя, 24[55][56].
- Томск. улица Дзержинского, 17[57][58][59][60].
- Хвалынск[61][62]. Маркина гора, д. 152
- Челябинск. В 2018 году команда фестиваля отремонтировала фасады одноэтажного деревянного дома XX века постройки на ул. Российской, 86. В 2019 году фестиваль провели на доме-особняке купца Рябинина по ул. Каслинская, 137.
- Чита, ул. Забайкальского рабочего, 82 — присоединяется в 2019 году.

- Дома, отреставрированные в рамках Том Сойер Фест
- Дом в Тюмени (Том Сойер Фест — 2019)
- Дом в Екатеринбурге через 3 года после реставрации Том Сойер Фест
- Дом в Екатеринбурге после реставрации Том Сойер Фест (2021)
- Дом в Туле (Том Сойер Фест — 2021)

### Фестиваль за пределами РФ
- Кыргызстан, Каракол — дом (1905), в плане второй дом.